# Eikennapjesgal
De plaatjesgal of eikennapjesgal veroorzaakt door de galwesp Neuroterus laeviusculus komt voor op de bladeren van de zomereik.
De plaatjesgal wordt ook wel napjesgal genoemd omdat de randen van de platte gallen wat opkrullen, en aan een napje doen denken, een ondiep schaaltje of bakje. De kleur van de gallen kan wit, bleekroze of puperrood zijn en ze zijn 2–4 mm in doorsnee. Ze kunnen zowel aan de onderkant als aan de bovenkant van het blad zitten. Uit deze gallen komen alleen vrouwelijke galwespen.
De bevruchte galwesp legt een eitje op de nerf van het blad, waarna er op die plaats abnormale groei optreedt en er een gal ontstaat. De larve onttrekt voedsel aan de plant en wordt beschermd door de gal. Uit de plaatjesgal komt in oktober de volwassen wesp, die in een bloemknop een onbevrucht eitje legt. Deze knop groeit in het voorjaar uit tot een galappel. Hieruit komen zowel vrouwelijke als mannelijke galwespen. De eitjes van de bevruchte galwesp veroorzaken weer plaatjesgallen.

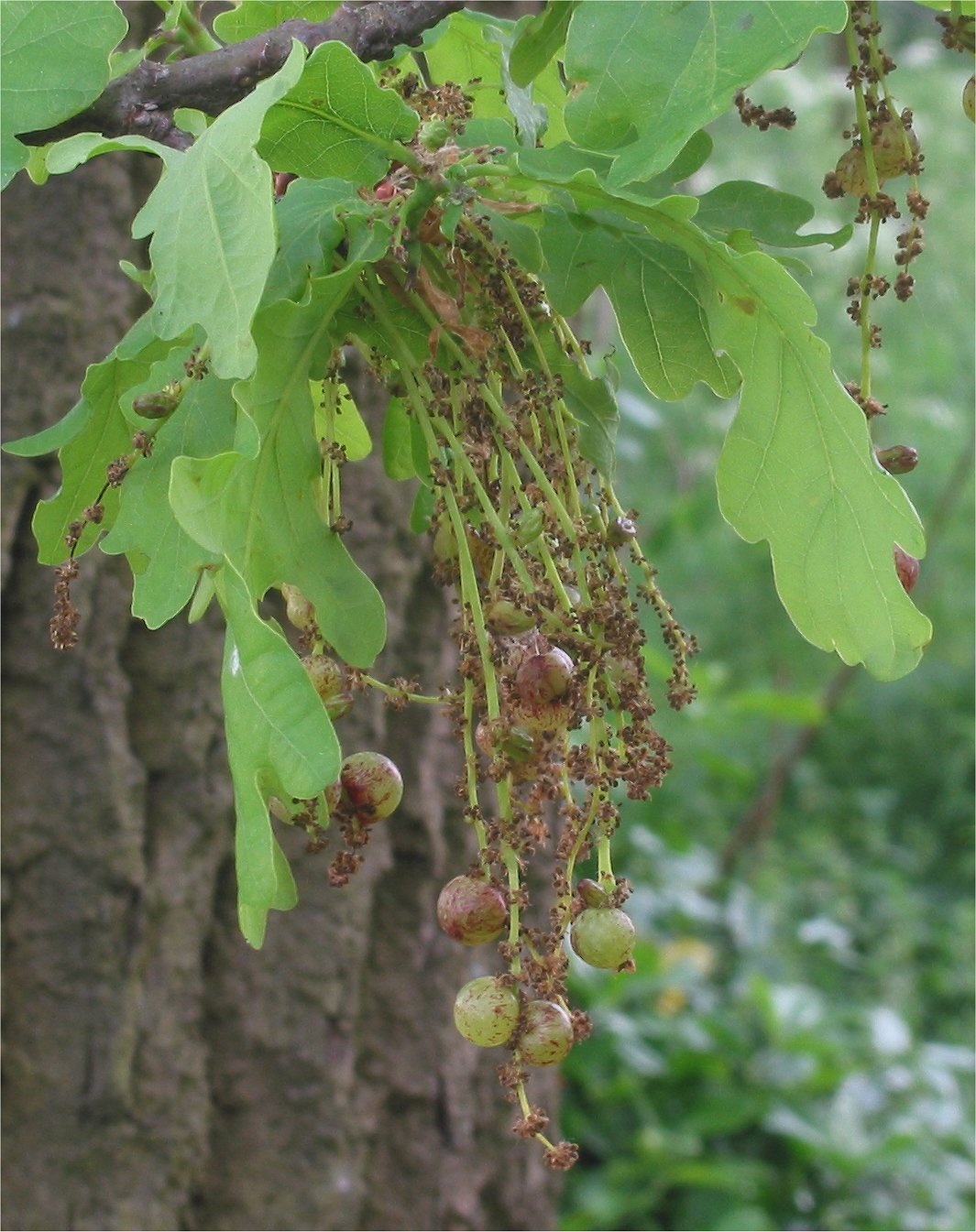
Eikengallen op mannelijke bloeiwijze